# Мимойек
Мимойек (на френски: Mimoyecques) е германско военно съоръжение от Втората световна война, разположено в Ландрьотюн льо Нор, северна Франция.
То представлява мрежа от тунели и наклонени шахти, предназначени за разполагане на батарея от свръхдалекобойни оръдия Фау-3. Те са предназначени за пряк артилерийски обстрел на британската столица Лондон, разположена на 165 km оттам, но съоръжението остава незавършено.
Изграждането на съоръжението започва през септември 1943 година. Противникът не е наясно с предназначението му, но предполага, че става дума за база за изстрелване на ракети Фау-2, поради което го подлага на тежки бомбардировки, които значително забавят строежа. Съоръжението е частично унищожено на 6 юли 1944 година, когато британската авиация го бомбардира с тежки сеизмични бомби, при което стотици работници са затрупани в тунелите. Бомбардировките и десанта в Нормандия принуждават германците да изоставят проекта и на 5 септември 1944 година съоръжението е завзето без съпротива от канадски войски.
Непосредствено след края на Втората световна война комплексът е частично разрушен по лична заповед на британския министър-председател Уинстън Чърчил, който предизвиква с това недоволството на френското правителство, което не е уведомено предварително. По-късно останките от съоръжението стават частна собственост, от 1969 година се използват за производство на гъби, а през 1984 година са превърнати в музей.
|  | Тази страница частично или изцяло представлява превод на страницата Fortress of Mimoyecques в Уикипедия на английски. Оригиналният текст, както и този превод, са защитени от Лиценза „Криейтив Комънс – Признание – Споделяне на споделеното“, а за съдържание, създадено преди юни 2009 година – от Лиценза за свободна документация на ГНУ. Прегледайте историята на редакциите на оригиналната страница, както и на преводната страница, за да видите списъка на съавторите. ВАЖНО: Този шаблон се отнася единствено до авторските права върху съдържанието на статията. Добавянето му не отменя изискването да се посочват конкретни източници на твърденията, които да бъдат благонадеждни. |